# Turnhouse
 (janvier 2019).
Si vous disposez d'ouvrages ou d'articles de référence ou si vous connaissez des sites web de qualité traitant du thème abordé ici, merci de compléter l'article en donnant les références utiles à sa vérifiabilité et en les liant à la section « Notes et références ».
Turnhouse est une banlieue de l'ouest d'Édimbourg, en Écosse.
On y trouve le Turnhouse Golf Club (en).
Turnhouse a accueilli un temps une base de la Royal Air Force (RAF), intégrée à l'aéroport d'Édimbourg proche.